# Pantelis Kafes
Pantelis Kafes, řecky Παντελής Καφές (* 24. červen 1978, Veria) je bývalý řecký fotbalista. Nastupoval většinou na postu záložníka.
S řeckou reprezentací vyhrál mistrovství Evropy roku 2004. V národním mužstvu hrál v letech 2001–2011 a odehrál 41 zápasů, v nichž vstřelil 3 góly.
S Olympiakosem Pireus se stal třikrát mistrem Řecka (2005, 2006, 2007), pětkrát též získal řecký fotbalový pohár, dvakrát s PAOK (2001, 2003), dvakrát s Olympiakosem (2005, 2006), jednou s AEK Athény (2011).